# Ride (Lana Del Rey)
Ride è un brano musicale della cantautrice statunitense Lana Del Rey, estratto come primo singolo dalla riedizione del secondo album, Born to Die - The Paradise Edition. Il singolo è stato scritto dalla stessa cantante insieme a Justin Parker e prodotto esclusivamente da Rick Rubin ed è stato reso disponibile in download digitale dal 25 settembre 2012 in tutto il mondo.

## Tracce
Download digitale
1. Ride – 4:49

Radio Edit
1. Ride – 4:10

## Successo commerciale
Ride ha debuttato alla 32ª posizione nella Official Singles Chart con una vendita pari a 10 410 copie.

## Classifiche
| Classifica (2012) | Posizione massima |
| ----------------- | ----------------- |
| Australia         | 89                |
| Austria           | 63                |
| Belgio (Fiandre)  | 53                |
| Belgio (Vallonia) | 56                |
| Danimarca         | 40                |
| Francia           | 56                |
| Germania          | 44                |
| Irlanda           | 35                |
| Regno Unito       | 32                |
| Svizzera          | 20                |